# Przedpiersie (fortyfikacja)
Przedpiersie – osłona otwartego stanowiska strzelca lub działa. 
W nowoczesnej fortyfikacji polowej jest to niski wał ziemny osłaniający od przodu okop, transzeję lub stanowisko ogniowe. Winien być wystarczająco gruby, by zapewnić osłonę przed ogniem nieprzyjaciela.
W twierdzach i fortach przedpiersia tzw. forteczne (inne nazwy to parapet, nadwałek lub przywałek) miały postać muru lub nasypu umieszczonego na  wale fortecznym, na jego zewnętrznej krawędzi, osłaniającego chodnik lub drogę wałową. W przedpiersiu wykonane były strzelnice, a za nim znajdowały się ławy działowe lub ławka strzelecka. 

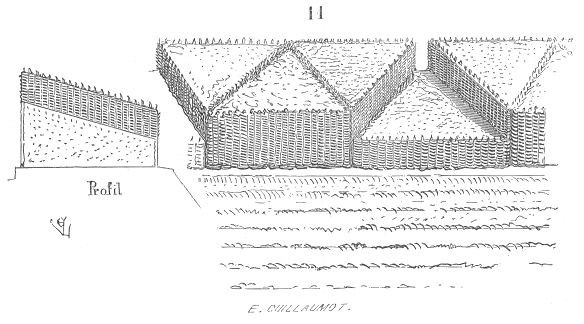
Schemat fortecznego przedpiersia ziemnego umocnionego faszyną (przekrój i widok z przodu na strzelnice)
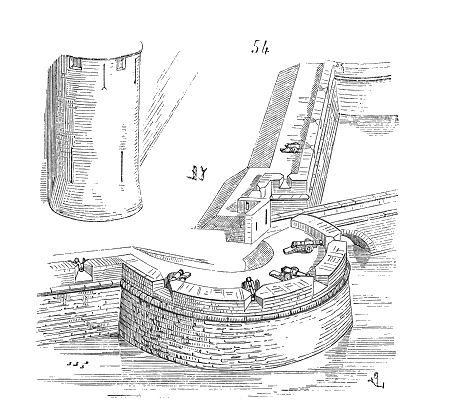
Basteja z murowanym przedpiersiem (parapetem) ze strzelnicami dla dział
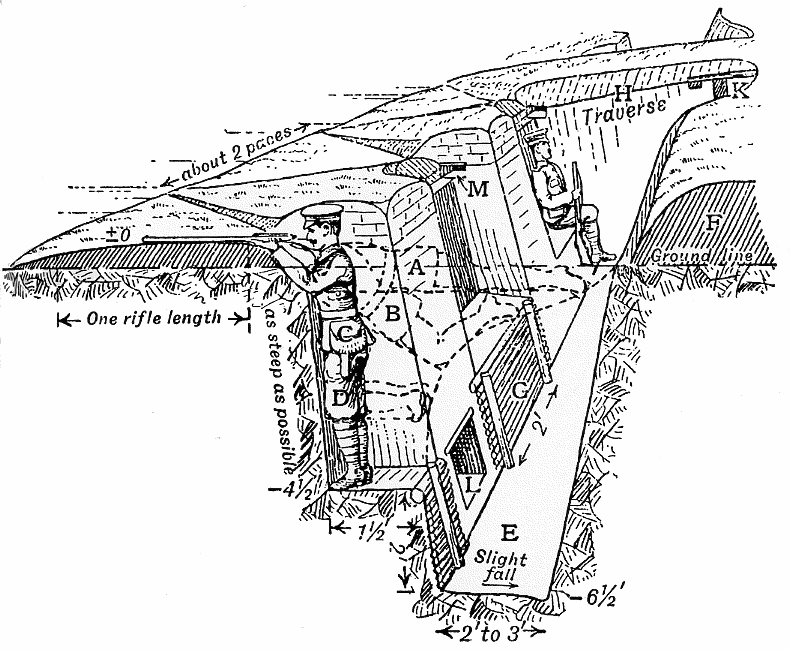
Schemat z 1914 konstrukcji transzei z ławką strzelecką osłoniętą przedpiersiem
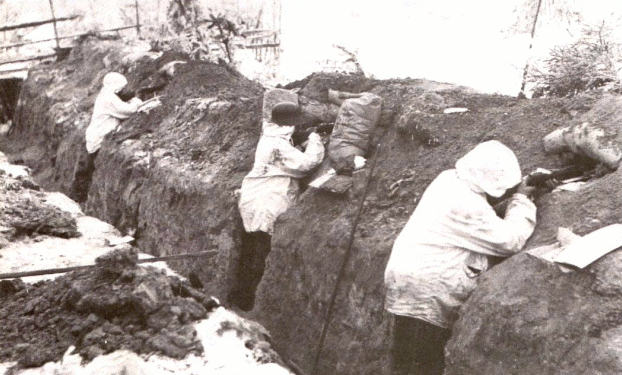
Fińscy żołnierze na linii Mannerheima w grudniu 1939. Widoczny okop z wysokim przedpiersiem, w którym wykonane są zakryte od góry strzelnice